# Albert Thormann
Albert Thormann (* 23. Januar 1878 in Kopenhagen; † 21. Januar 1952 in Bautzen) war ein deutscher Kommunalpolitiker und Opfer des Stalinismus.

## Leben
Thormann wurde als Sohn eines deutschen Vaters und einer schwedischen Mutter in Kopenhagen geboren.
Er war in den Jahren 1919 bis 1926 Gemeindevorsteher und Kurdirektor in Baabe.
In seiner Amtszeit wurde der am 1. November 1913 gefasste Plan für die Schaffung des Ortsteils Neubaabe umgesetzt. Im Jahr 1925 erfolgte die Gründung der Freiwilligen Feuerwehr Baabe. Im selben Jahr entstanden das Haus der Gemeinde- und Kurverwaltung in der Strandstraße 2 sowie der Waldfriedhof in Baabe. Außerdem bereitete er die Gestaltung der Strandstraße mit Mittelpromenade vor, die letztlich noch heute das Erscheinungsbild der Gemeinde prägt.
Anfang der 1930er Jahre war Thormann Vorsitzender des Fremdenverkehrsverbandes Rügen.
Von 1921 bis 1929 gehörte er für die SPD dem Kreistag des Landkreises Rügen an. Nach Ende des Zweiten Weltkriegs gehörte er zunächst wieder der SPD und nach der Zwangsvereinigung von SPD und KPD im Jahr 1946 der SED an. Thormann wandte sich gegen die stalinistische Ausprägung der Partei und versuchte in den Jahren 1947/48 die Mitglieder der FDJ in Baabe für einen sozialistischen Weg nach jugoslawischen Vorbild zu gewinnen. Nach einer Denunzierung wurde er am 7. März 1948 durch den sowjetischen Geheimdienst verhaftet. Ein sowjetisches Militärtribunal verurteilte ihn in Greifswald wegen antisowjetischer Propaganda zu 25 Jahren Arbeitslager. Er wurde in der SMT-Strafvollzugsanstalt Bautzen inhaftiert. Am 16. Februar 1950 wurde die Strafvollzugsanstalt an die Deutsche Volkspolizei übergeben. Er verstarb im Januar 1952 in der Haft.

## Nachwirkung
Am 20. Januar 2003 wurde er durch die Zentralstaatsanwaltschaft der Russischen Föderation rehabilitiert. Die Gemeinde Baabe enthüllte am 3. Oktober 2008 einen Gedenkstein zu seinen Ehren.